# Bānī Pārīāb
Bānī Pārīāb (persiska: بانی پاریاب) är en ort i Iran.   Den ligger i provinsen Kermanshah, i den västra delen av landet, 500 km väster om huvudstaden Teheran. Bānī Pārīāb ligger 997 meter över havet och antalet invånare är 191.
Terrängen runt Bānī Pārīāb är huvudsakligen kuperad, men åt nordost är den bergig. Runt Bānī Pārīāb är det ganska tätbefolkat, med 72 invånare per kvadratkilometer. Närmaste större samhälle är Sharak-e Tamarkhān, 10,4 km sydost om Bānī Pārīāb. Omgivningarna runt Bānī Pārīāb är i huvudsak ett öppet busklandskap.